# Ploéven
Ploéven [plɔevɛ̃] (bretonisch Ploeven) ist eine französische Gemeinde im Département Finistère mit 534 Einwohnern (Stand 1. Januar 2022). Sie gehört zum Arrondissement Châteaulin und zum Kanton Crozon.

## Lage
Die Gemeinde liegt im Westen der Bretagne an der Atlantikküste (Bucht von Douarnenez), wobei das Ortszentrum gut drei Kilometer von der Küste entfernt ist. Sie befindet sich in der Region Cornouaille zehn Kilometer südwestlich von Châteaulin, 12 Kilometer nordöstlich von Douarnenez, 20 Kilometer nordnordwestlich von Quimper und gut 30 Kilometer südöstlich von Brest (Angaben leicht gerundet in Luftlinie).

## Verkehr
Die nächstgelegenen Abfahrten an der autobahnähnlich ausgebauten Schnellstraße E 60 (Nantes-Brest) sowie Regionalbahnhöfe an der überwiegend parallel verlaufenden Bahnlinie gibt es bei Châteaulin und Quimper.
Bei Brest befindet sich der Regionalflughafen Aéroport Brest-Bretagne.

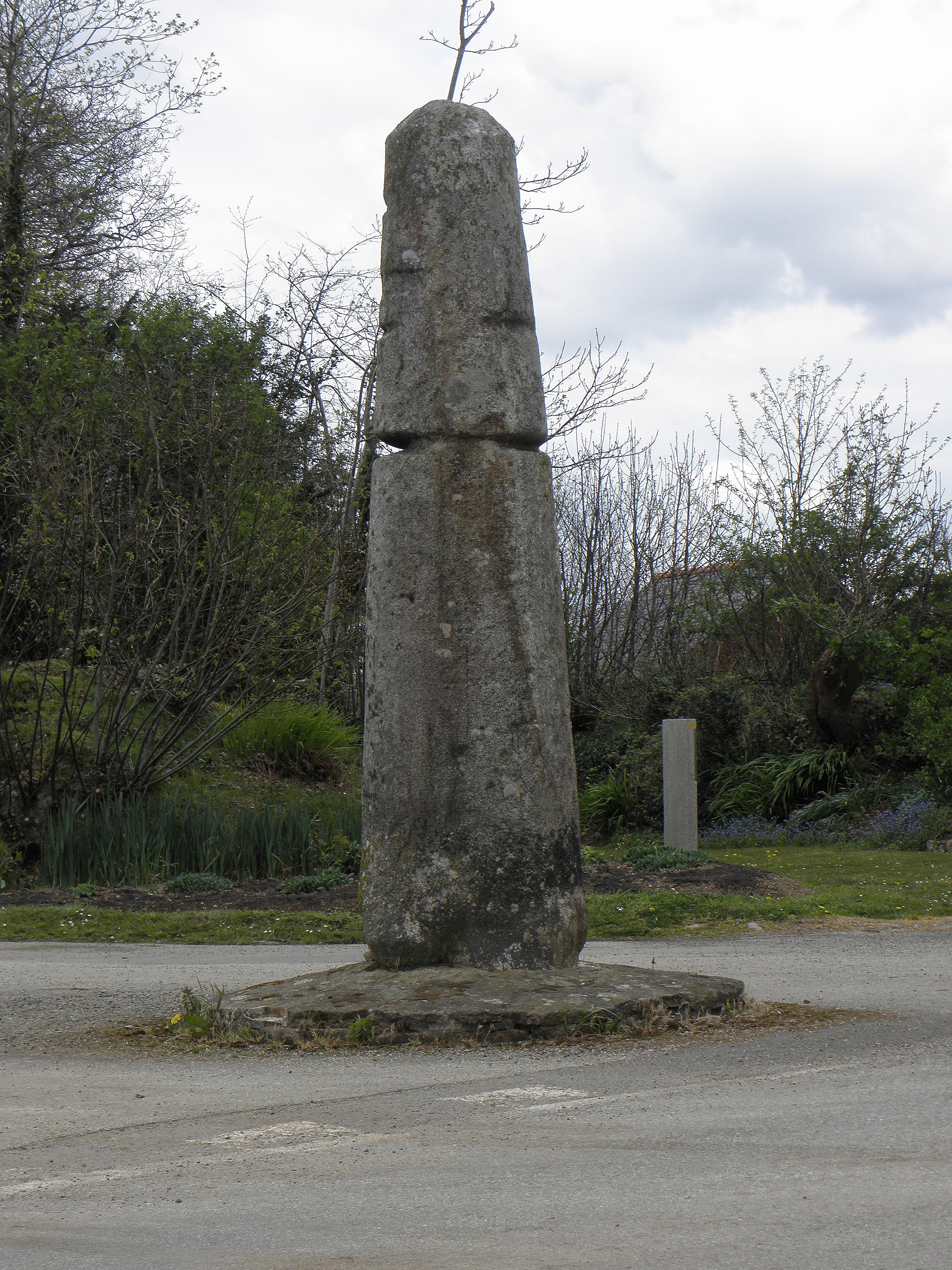
Stele La quenouille de Sainte-Barbe

## Bevölkerungsentwicklung
| Jahr                       | 1962 | 1968 | 1975 | 1982 | 1990 | 1999 | 2007 | 2017 |
| Einwohner                  | 515  | 445  | 423  | 438  | 450  | 436  | 480  | 518  |
| Quellen: Cassini und INSEE |      |      |      |      |      |      |      |      |

## Sehenswürdigkeiten
Siehe: Liste der Monuments historiques in Ploéven